# Cerro Ventisqueros
Cerro Ventisqueros är ett berg i Costa Rica.   Det ligger i provinsen San José, i den sydöstra delen av landet, 80 km sydost om huvudstaden San José. Toppen på Cerro Ventisqueros är 3 812 meter över havet.
Terrängen runt Cerro Ventisqueros är huvudsakligen mycket bergig. Runt Cerro Ventisqueros är det glesbefolkat, med 11 invånare per kvadratkilometer. Det finns inga samhällen i närheten. I omgivningarna runt Cerro Ventisqueros växer i huvudsak städsegrön lövskog.